# Блу
Блу (фр. Blou) је насељено место у Француској у региону Лоара, у департману Мен и Лоара.
По подацима из 2011. године у општини је живело 1025 становника, а густина насељености је износила 47,76 становника/km².

## Демографија
| 1962. | 1968. | 1975. | 1982. | 1990. | 2011. |
| ----- | ----- | ----- | ----- | ----- | ----- |
| 902   | 867   | 823   | 799   | 752   | 1.025 |